# Una sola debole voce
Una sola debole voce è uno sceneggiato radiofonico Rai in 40 puntate scritto da Tania Di Martino e trasmesso per la prima volta nel 1997, per la regia di Idalberto Fei e a cura di Emma Caggiano. Tra gli interpreti troviamo Remo Girone (Franco), Angiola Baggi (Nora), Sergio Nicolai (Roberto), Mario Maranzana e Gisella Sofio (genitori di Nora), Marco Galli (Pietro), Claudia Poggiani (Laura), Massimo Mollica (Prof. Fedeli), Andrea Camilleri (capomafia Trimarchi) e Carlo Ferreri (lavavetri informatore mafioso).
Dal radiodramma venne tratta una miniserie TV in 2 puntate, andata in onda su Rai 2 nel 1999 e poi un seguito nel 2001. Entrambe le opere televisive furono curate da Tania Di Martino, per la regia di Alberto Sironi nella prima stagione e di Gianluigi Calderone nel seguito.

## Trama
La vicenda si dipana tra la Sicilia e Boston. Tutto inizia a Palermo, quando Franco, ricco medico di successo, e sua moglie Nora, vengono avvisati da Roberto, fratello di lei e magistrato, del coinvolgimento in una grossa indagine di mafia. Un pentito accusa Franco di essere il medico della mafia e di aver avuto in cura il boss Trimarchi.